# Zoraida rectifrons
Zoraida rectifrons är en insektsart som beskrevs av Van Stalle 1988. Zoraida rectifrons ingår i släktet Zoraida och familjen Derbidae. Inga underarter finns listade i Catalogue of Life.